# Todiramphus
Todiramphus és un gènere d'ocells de la família dels alcedínids (Alcedinidae).

## Llista d'espècies
En aquest moment, aquest gènere, es considera format per 25 espècies:
- alció blau-i-negre (Todiramphus nigrocyaneus).
- alció boscà (Todiramphus macleayii).
- alció coronat (Todiramphus australasia).
- alció de carpó vermell (Todiramphus pyrrhopygius).
- alció de collar (Todiramphus chloris).
- alció de coroneta turquesa (Todiramphus tutus).
- alció de Guam (Todiramphus cinnamominus).
- alció de les Marqueses (Todiramphus godeffroyi).
- alció de les Moluques (Todiramphus diops).
- alció de les Palau (Todiramphus pelewensis).
- alció de les Samoa (Todiramphus recurvirostris).
- alció de les Talaud (Todiramphus enigma).
- alció de les Vanuatu (Todiramphus farquhari).
- alció de Mangaia (Todiramphus ruficollaris).
- alció de Moorea (Todiramphus youngi).
- alció de Niau (Todiramphus gambieri).
- alció de Pohnpei (Todiramphus reichenbachii).
- alció de Winchell (Todiramphus winchelli).
- alció dorsiblanc (Todiramphus albonotatus).
- alció fúnebre (Todiramphus funebris).
- alció lapislàtzuli (Todiramphus lazuli).
- alció sagrat (Todiramphus sanctus).
- alció sargantaner (Todiramphus saurophagus).
- alció ultramar (Todiramphus leucopygius).
- alció venerat (Todiramphus veneratus).